# Michael Möllenbeck
Michael Möllenbeck (ur. 12 grudnia 1969 w Wesel, zm. 2 listopada 2022) – niemiecki lekkoatleta specjalizujący się w rzucie dyskiem.
Trzykrotny olimpijczyk (Atlanta 1996, Sydney 2000 oraz Ateny 2004). Dwa razy zdobywał brązowe medale mistrzostw świata w lekkoatletyce – Edmonton 2001 i Helsinki 2005. Dwukrotnie zwyciężył w superlidze pucharu Europy (Annecy 2002 oraz Bydgoszcz 2004). Rekord życiowy: 67,64 (8 czerwca 2002, Dortmund). W 1996 poślubił niemiecką dyskobolkę Anja Gündler.

## Osiągnięcia
| Rok  | Impreza                     | Miejsce    | Lokata            | Wynik |
| ---- | --------------------------- | ---------- | ----------------- | ----- |
| 1987 | Mistrzostwa Europy juniorów | Birmingham | 6. miejsce        | 53,00 |
| 1988 | Mistrzostwa świata juniorów | Sudbury    | el. – 4. miejsce  | 52,68 |
| 1995 | Mistrzostwa świata          | Göteborg   | el. – 16. miejsce | 59,76 |
| 1996 | Igrzyska olimpijskie        | Atlanta    | el. – 35. miejsce | 55,18 |
| 1997 | Finał Grand Prix IAAF       | Fukuoka    | 8. miejsce        | 58,88 |
| 1999 | Mistrzostwa świata          | Sewilla    | 6. miejsce        | 64,90 |
| 1999 | Finał Grand Prix IAAF       | Monachium  | 4. miejsce        | 65,53 |
| 2000 | Igrzyska olimpijskie        | Sydney     | 10. miejsce       | 63,14 |
| 2001 | Mistrzostwa świata          | Edmonton   | 3. miejsce        | 67,61 |
| 2002 | Superliga Pucharu Europy    | Annecy     | 1. miejsce        | 66,82 |
| 2002 | Mistrzostwa Europy          | Monachium  | 3. miejsce        | 66,37 |
| 2002 | Puchar świata               | Madryt     | 4. miejsce        | 64,75 |
| 2003 | Superliga Pucharu Europy    | Florencja  | 2. miejsce        | 65,26 |
| 2003 | Mistrzostwa świata          | Paryż      | 5. miejsce        | 66,23 |
| 2003 | Światowy finał IAAF         | Monako     | 5. miejsce        | 64,36 |
| 2004 | Superliga Pucharu Europy    | Bydgoszcz  | 1. miejsce        | 64,42 |
| 2004 | Igrzyska olimpijskie        | Ateny      | el. – 21. miejsce | 59.79 |
| 2005 | Superliga Pucharu Europy    | Florencja  | 2. miejsce        | 64,12 |
| 2005 | Mistrzostwa świata          | Helsinki   | 3. miejsce        | 65,95 |
| 2005 | Światowy finał IAAF         | Monako     | 8. miejsce        | 59,27 |
| 2006 | Zimowy puchar Europy        | Tel Awiw   | 4. miejsce        | 62,21 |
| 2006 | Mistrzostwa Europy          | Göteborg   | 5. miejsce        | 64,82 |
| 2006 | Światowy finał IAAF         | Stuttgart  | 7. miejsce        | 61,75 |